# STS-83
STS-83 (englisch Space Transportation System) ist eine Missionsbezeichnung für das US-amerikanische Space Shuttle Columbia (OV-102) der NASA. Der Start erfolgte am 4. April 1997. Es war die 83. Space-Shuttle-Mission und der 22. Flug der Columbia.

## Mannschaft
- James Halsell (3. Raumflug), Kommandant
- Susan Still-Kilrain (1. Raumflug), Pilotin
- Janice Voss (3. Raumflug), Missionsspezialistin
- Donald Thomas (3. Raumflug), Missionsspezialist
- Michael Gernhardt (2. Raumflug), Missionsspezialist
- Roger Crouch (1. Raumflug), Nutzlastspezialist, NASA Microgravity Space and Applications Division
- Gregory Linteris (1. Raumflug), Nutzlastspezialist, National Institute of Standards and Technology

Diese Crew hält den Rekord für die zeitlich kürzeste Spanne zwischen zwei Missionen (83 Tage zwischen STS-83 und STS-94).

### Ersatz
- Catherine Coleman für Thomas, der sich zwei Monate vor dem Start den Knöchel gebrochen hatte, sich aber schnell genug erholte, um am Flug teilnehmen zu können
- Paul Ronney für Crouch und Linteris

## Missionsüberblick
Die Mission sollte ursprünglich 15 Tage und 16 Stunden dauern, musste aber gekürzt werden, da in einer Brennstoffzelle der Columbia ein Problem auftrat. Deshalb landete der Orbiter bereits nach drei Tagen und 23 Stunden wieder auf der Erde. Die NASA entschied, die Mission als STS-94 drei Monate später noch einmal zu fliegen.
STS-83 führte als Nutzlast das sogenannte Microgravity Science Laboratory (MSL) mit. Geplant waren 33 Untersuchungen, davon 19 materialwissenschaftlicher Art. Nach Inbetriebnahme des Spacelab wurde das High-Packed Digital Video aktiviert, mit dem mehrere analoge Fernsehkanäle gebündelt wurden, was die Übertragung von mehreren Videosignalen gleichzeitig erlaubte. Dann begannen Experimente zum Züchten von Proteinkristallen (über 1500) höchster Reinheit. An ihnen soll auf der Erde die räumliche Struktur dieser Proteine genau untersucht werden. Dies dient vor allem der Medizin. Im menschlichen Körper gibt es mehr als 300.000 verschiedene Proteine, weshalb dieses Experiment auch Bestandteil der meisten Shuttle-Missionen war.
Neben den materialwissenschaftlichen Experimenten galt der Messung der Restbeschleunigungen an Bord der Raumfähre viel Aufmerksamkeit. Durch die Bewegung der Raumfahrer wirken ständig kleine Kräfte auf die Raumfähre, die kurzzeitig die Schwerelosigkeit stören. Vier Apparaturen dienten diesen Untersuchungen. Alle wurden bereits am ersten Flugtag aktiviert. Weitere Experimente betrafen die Unterkühlung und schnelle Kristallisation von Metallen und Metalllegierungen, die Diffusion flüssiger Metalle und die Vermischung von flüssigen Metallen in einem Festkörper (Sinterexperiment) in einem großen Isothermenofen (Large Isothermal Furnace).
Außerdem wurden Verbrennungsvorgänge von Flüssigkeiten in Tropfenform erforscht. Hierbei ging es um innere Strömungen, Flammenformen, Temperaturverteilungen, Kohlenmonoxid-Emission und Prozesse, die Flammen zum Verlöschen bringen. Dazu wurden Luftdruck, Sauerstoffkonzentration und Tropfengröße variiert (2 – 5 mm). Außerdem wurde das Entstehen und die Stabilität von Feuerbällen untersucht. Daraus gewonnene Erkenntnisse sollen zur Erhöhung der Effizienz von Verbrennungsprozessen in Automotoren genutzt werden. Ebenso erhofft man sich Fortschritte bei der Entwicklung neuer Methoden zur Brandbekämpfung. Mit einem elektromagnetischen Heizsystem wurden thermophysikalische Eigenschaften unterkühlter Flüssigkeiten untersucht. Dabei kann man Vorgänge untersuchen, die auf der Erde von Gravitationseffekten überdeckt werden.
In einem EXPRESS-Rack wurden zwei Experimente durchgeführt. Zunächst wurde die Physik gekrümmter Oberflächen untersucht. Am dritten Flugtag wurde diese Apparatur durch eine Anlage zur Erforschung des Pflanzenwachstums in der Schwerelosigkeit ersetzt. EXPRESS ist ein Doppelschrank, in dem Experimente zu verschiedenen Aufgaben automatisch aktiviert und kontrolliert werden. Das Modul sollte später in der Internationalen Raumstation ISS eingesetzt werden.
Eine weitere technische Erprobung war der Einsatz einer Handschuhbox im Mitteldeck der Columbia. Hier wurde die kontaktlose Positionsveränderung von schwebenden Flüssigkeitstropfen getestet. Ohne den Einfluss durch mechanische Instrumente lassen sich Blasen und Tropfen erst richtig untersuchen.
Zum dritten Mal in der Geschichte des Space Shuttle wurde eine Mission verkürzt. Die Columbia wurde zwar auch von zwei Brennstoffzellen ausreichend mit Energie versorgt, die Experimente hätten aber eingeschränkt werden müssen. Außerdem hätte der Ausfall einer weiteren Brennstoffzelle eine korrekte Landung unmöglich machen können. Deshalb erfolgte die Landung der Raumfähre bereits am 8. April am Kennedy Space Center in Florida.
Die Pilotin Susan Still nahm bei dieser Mission die Fliegernadel von Kara Hultgreen mit in den Weltraum, die ebenfalls Astronautin werden wollte und im Oktober 1994 beim Anflug auf den Flugzeugträger Abraham Lincoln mit ihrer F-14 Tomcat tödlich verunglückt war.